# Wilson Boit Kipketer
Wilson Boit Kipketer (* 6. října 1973) je bývalý keňský atlet, jehož specializací byl běh na 3000 metrů překážek, tzv. steeplechase, mistr světa z roku 1997.

## Sportovní kariéra
V této disciplíně se stal mistrem světa v roce 1997, stříbrnou medaili vybojoval o dva roky později na světovém šampionátu v Seville. Na druhém místě skončil také v olympijském finále na této trati v Sydney v roce 2000. Jeho osobní rekord na 3000 metrů překážek je 7:59,08.